# Gnamptogenys gracilis
Gnamptogenys gracilis é uma espécie de formiga do gênero Gnamptogenys.